# Al'keevsky (huyện)
Huyện Al'keevsky (tiếng Nga: ? райо́н) là một huyện hành chính tự quản (raion), của Tatarstan, Nga. Huyện có diện tích 1687 km². Trung tâm của huyện đóng ở Batsariye-Mataki.